# Rajhanijja
Rajhanijja (arab. ريحانية) – wieś w Syrii, w muhafazie Hims. W 2004 roku liczyła 655 mieszkańców.